# Cursul inferior al Râului Tur
Cursul inferior al Râului Tur este o arie protejată de interes național ce corespunde categoriei a IV-a IUCN (rezervație naturală de tip mixt), sitută în județul Satu Mare, pe teritoriul administrativ al comunelor Călinești-Oaș, Micula, Turulung și Porumbești și al orașului Livada (satul Adrian).
Rezervația naturală cu o suprafață de 6.212 ha, reprezintă cursul superior al Râului Tur, din comuna Călinești, până la granița cu Ungaria, și cuprinde pășuni și fânețe, fânețe împădurite cu o bogată floră și faună, heleștee și habitate cu o deosebită importanță avifaunistică.